# شهرستان یانوف لوبلسکی
شهرستان یانوف لوبلسکی (به لهستانی: Powiat Janów Lubelski) یک شهرستان در لهستان است که در استان لوبلین واقع شده‌است. شهرستان یانوف لوبلسکی ۸۷۵٫۳۴ کیلومتر مربع مساحت و ۴۷٬۸۷۵ نفر جمعیت دارد.